# 比亞克島戰役
比亞克島戰役是美日太平洋戰爭新幾內亞戰役一部份，發生在比亞克島，自1944年5月27日戰到8月20日，此戰有3,000名台籍日本兵陣亡。數位臺籍戰俘供稱，食物短缺時，由於臺灣軍伕都不准配給武器，成為日軍食用人肉的來源。
比亞克岛是印尼東邊新幾內亞西端叢林小島，卻是進入鳥頭灣海灣門戶，5月27日美軍第41步兵師登陸成功，該島的面積較小，卻有10,000名日軍駐守，剛開始日軍守住陣地，而且日援軍1,000人於6月初抵達助戰，美軍就展開海軍及空軍猛攻，擊沈2艘日軍驅逐艦及擊落50架日軍戰機，導致日軍從此無力援助困戰的小島；接著美軍的援軍在6月20日登陸：美國第1軍所屬的第24步兵師第34團與第41步兵師會師後，於戰役後半大量使用火燄槍佔領全島，日本海軍少將千田貞敏陣亡。 
此戰美軍474人陣亡，2,400人負傷；美國估算日軍6,100人陣亡，另有450人被俘虜（日軍則說超過10,000人陣亡，數字有出入）。

## 圖片集

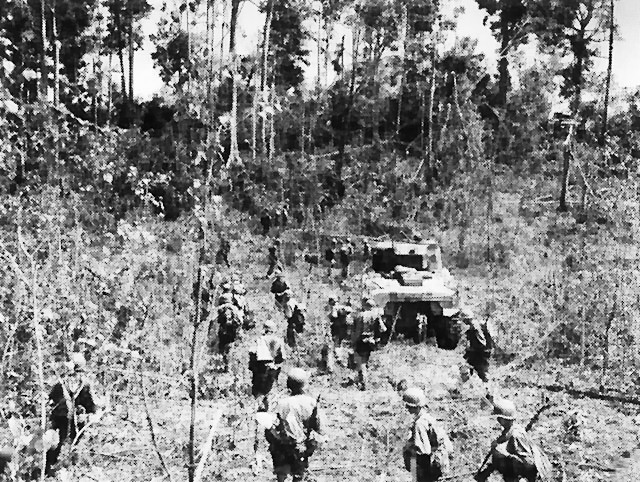
1944年5月，對比亞克的進攻
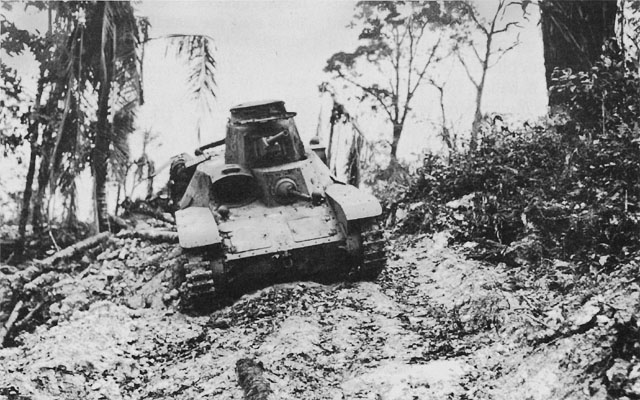
在比亞克島被擊毀的九五式輕戰車
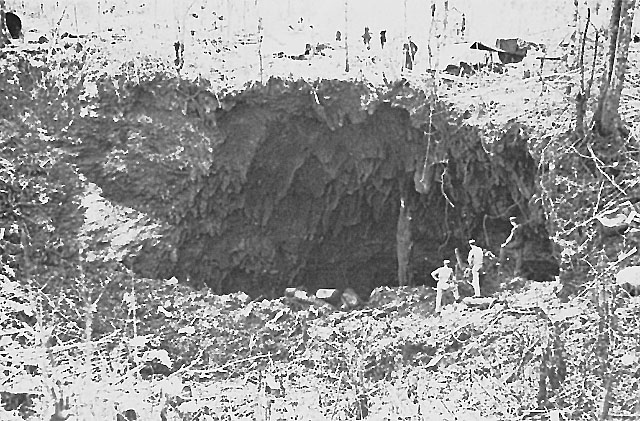
日軍司令部所在的西洞口
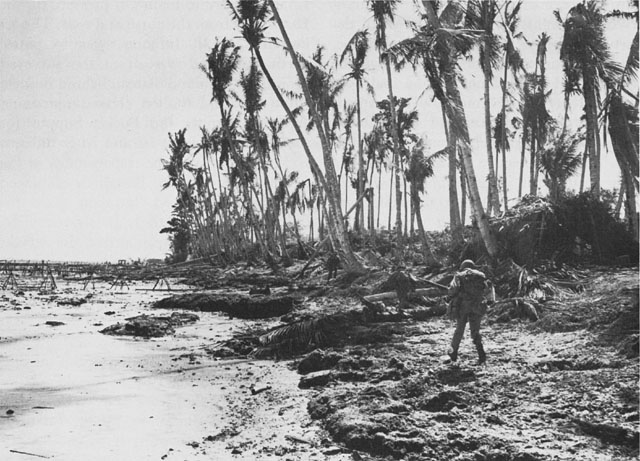
美國步兵在比亞克
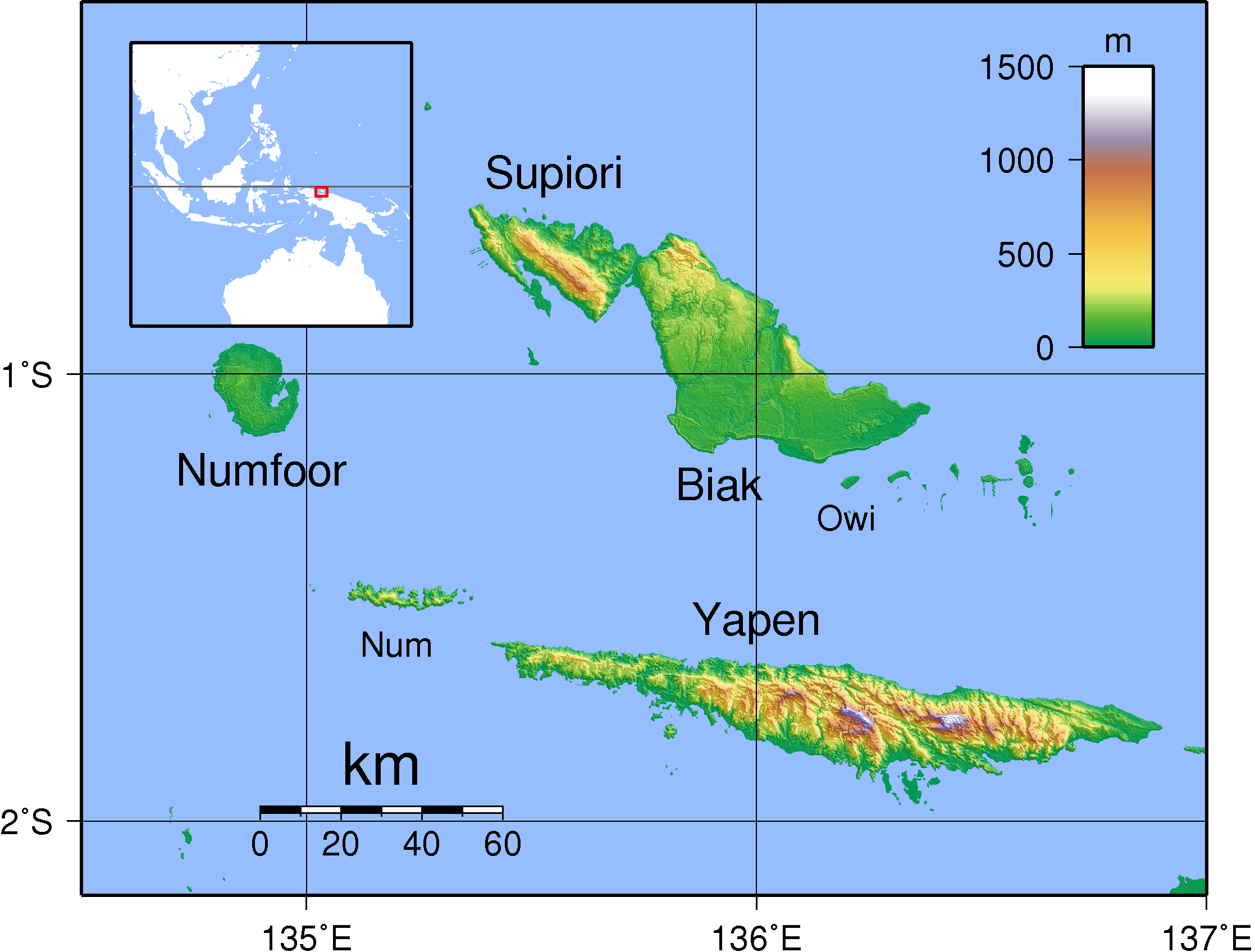
比亞克島（Biak）為斯考滕群島之一
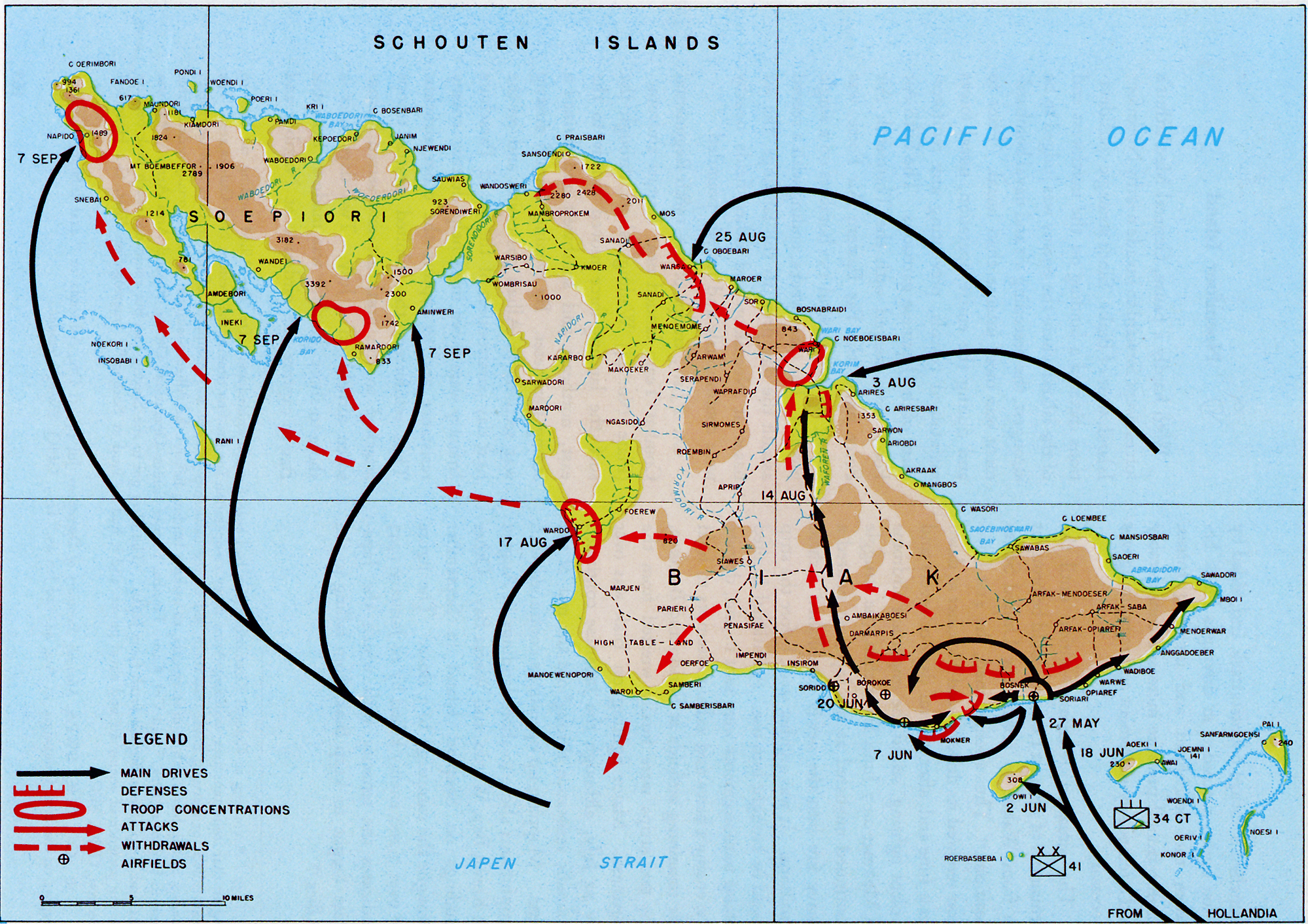
比亞克島與蘇皮奧里島攻防
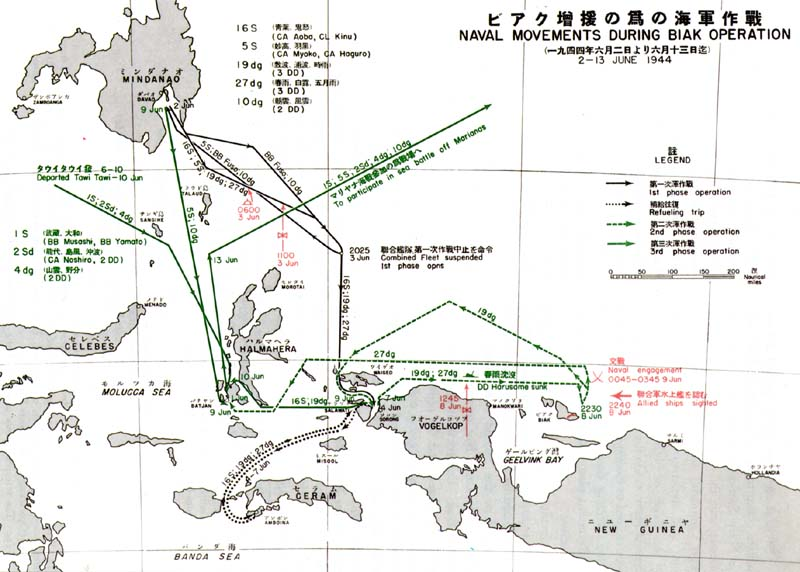
日軍海軍作戰圖
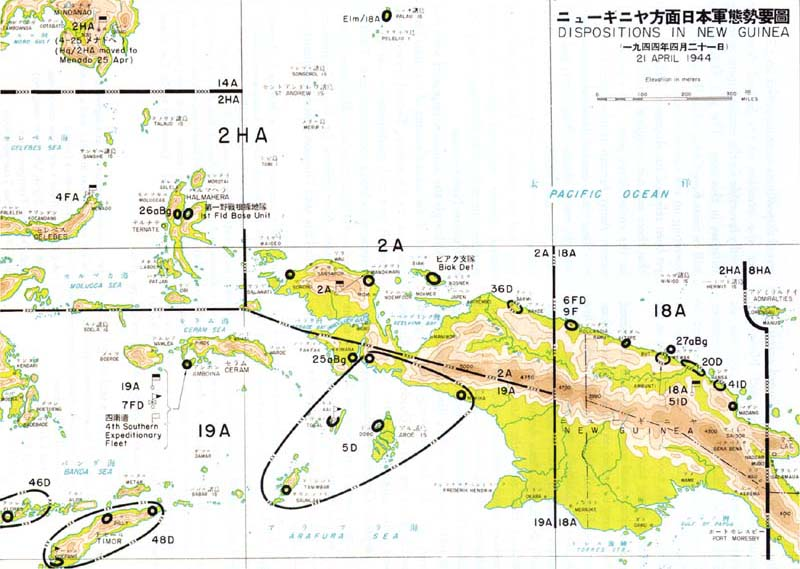
1944年4月日軍在澳大利亞北部的態勢。 比亞克島被地圖中央“2A（第2軍）”字母右下方的黑線包圍。
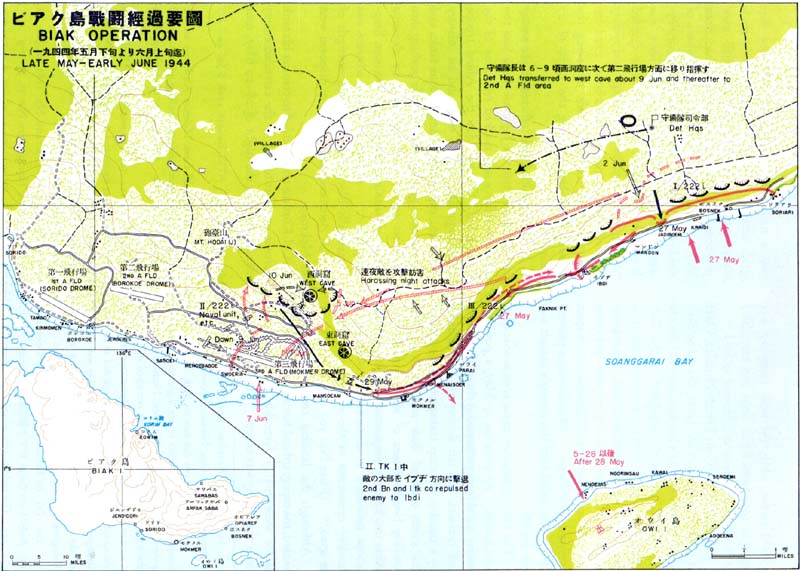
日軍比亞克戰役的早期階段